# Байгазин, Эмир Кенжегазиевич
Эми́р Кенжегази́евич Байга́зин (каз. Эмир Кенжеғазыұлы Байғазин; род. 19 июля 1984, Тамды, Актюбинская область, Казахстан) — казахстанский кинорежиссёр, сценарист и актер, в основном снимающий авторское кино.

## Биография
Эмир Байгазин родился в 1984 году в посёлке Тамды в Алгинском районе Актюбинской области. В возрасте пяти лет его семья переехала в город Алга, где он сначала обучается в казахской школе, а затем в русскоязычной. После окончания средней школы Эмир поступил на учёбу в Актобе, но спустя год бросил обучение и устраивается на работу актёром-студийцем в областном театре драмы им. Т. Ахтанова (2002—2004 годы). В 20-летнем возрасте Байгазин приезжает в Алма-Ату для поступления на театрального актёра в КазНАИ им. Т. К. Жургенова, но в конечном счёте выбирает специальность кинорежиссёра.
На третьем курсе КазНАИ Эмир Байгазин снял 2-минутный короткометражный фильм «Степь», половину которого занимает сцена совокупления. Эта работа стала для него путёвкой в Азиатскую киноакадемию в Корее. В сентябре 2007 года он стал стипендиатом Пусанского международного кинофестиваля Азиатской киноакадемии (AFA), по его сценарию был снят короткометражный фильм «Девственники». В феврале 2008 года Байгазин принял участие в Берлинском лагере молодых талантов при 58-м Берлинском международном кинофестивале в Германии.
В феврале 2013 года Эмир Байгазин с дебютной полнометражной картиной «Уроки гармонии» (Harmony Lessons) стал первым казахстанским режиссёром, участвовавшим в основном конкурсе Международного Берлинского кинофестиваля. Конкурентами Эмира Байгазина были Стивен Содерберг, Гас Ван Сент, Бруно Дюмон и др. Фильм о дедовщине в сельской школе получил «Серебряного медведя» за выдающиеся художественные достижения: "лучшая операторская работа" в рамках 63-го Берлинского кинофестиваля, главный приз на рынке кинопроектов на 18 международном кинофестивале в Сараево (Босния и Герцеговина) и ещё почти десяток Гран-при различных кинофестивалей.
В феврале 2015 года Эмир Байгазин стал лауреатам премии Фонда Первого Президента..
В 2016 году выдал новую драму из 4 новелл «Раненый ангел» (The Wounded Angel). Картина получила приз за «Лучший фильм на международном фестивале Funf Seen Filmfest в Германии, Специальный приз жюри на фестивале в Чеджу (Южная Корея), приз «Лучший режиссёр» на МКФ Art Film Fest в Кошице (Словакия) и главный приз кинопремии Transformation Film Awards 2017 в номинации «За внимание к проблемам и мечтам молодого поколения» (Сочи, Россия) .
В 2018 году выпустил ленту «Река» (The River). Это заключительная часть «Трилогии Аслана» (первые две части  «Уроки гармонии» и  «Раненый ангел»), посвящённая жизни пяти братьев из отдалённого аула. Приз «Золотой лев» программы «Горизонты» на 75-м Венецианском кинофестивале за лучшую режиссуру  и резидентский грант от Hollywood Foreign Press Association
.

## Фильмография
- Дневной Дозор (фильм) (2005) — в роли молодого Тамерлана.

Короткометражные картины:
- Весёлые и обиженные (2006) — фильм, в котором Эмир Байгазин участвовал в качестве автора сценария, режиссёра и оператора, получил приз за лучшую режиссуру в рамках студенческого кинофестиваля «Дидар». Фильм также участвовал в студенческой программе кинофестивалей «Звёзды Шакена» (2007) и «Дебошир» (Санкт-Петербург, 2007).
- Степь (2007). Автор сценария, режиссёр и оператор: Эмир Байгазин. Фильм участвовал в студенческой программе кинофестивалей «Звёзды Шакена» (2007) и «Дебошир» (Санкт-Петербург, 2007)[3].
- Девственники (2007). Автор сценария и режиссёр (один из пяти): Эмир Байгазин[3].
- Весогонщик (2008). Автор сценария и режиссёр: Эмир Байгазин. Фильм получил Гран При казахстанского студенческого кинофестиваля «Дидар» (2008) и Специальный Приз Алматинского МКФ «Звезды Шакена»[3].
- Силуэты Алматы (2009) — продюсер фильма.

Полнометражные картины:
- Уроки гармонии (2013) [10]. Автор сценария и режиссёр: Эмир Байгазин.
- Раненый ангел (2016). Автор сценария, режиссёр, монтажёр:  Эмир Байгазин.
- Река (2018). Продюсер, автор сценария, режиссёр, оператор-постановщик, монтажёр: Эмир Байгазин.